# Oriental (Egito)
Oriental ou Xarquia (em árabe: محافظة الشرقية‎; romaniz.: Muḥāfāzah Al Xarqiya) é uma província (moafaza) do Egito sediada em Zagazigue. Possui 4 911 quilômetros quadrados e segundo censo de 2018, havia 7 332 169 habitantes.